# Diana Staver
Diana Staver je moldavská zpěvačka. V letech 2011, 2013 a 2014 se zúčastnila národního moldavského kola pro Eurovision Song Contest.

## Kariéra

### Národní kolo Moldavska: O Melodie Pentru Europa a Selecţia Naţională
O reprezentaci Moldavska se na mezinárodní hudební soutěži Eurovize pokoušela prostřednictvím národního kola už třikrát. Poprvé se jej zúčastnila v roce 2011, kdy se přihlásila do národního kola s písní „Love Song“. Píseň se umístila na posledních pozicích.
V roce 2013 přihlásila píseň s názvem „Underestimated“. Autory hudby i textu písně jsou Thomas Thornholm, Martin Englund a Danne Attlerud. V prvním semifinále se umístila předposledním jedenáctém místě. U televizních diváků získala 6,85 % všech hlasů. Reprezentantkou Moldavska se stala Aliona Moon s písní „O Mie“.
Následující rok do národního kola zaslala rovnou dvě písně „It's All About a Boy“ a „One and All“. Prvně zmiňovaná píseň „It's All About a Boy“ se neprobojovala přes interní živá vystoupení. Autory písně jsou Elton Zarb, Alison Ellul a Aidan O'Connor. Druhá píseň „One and All“ byla vybrána a postoupila do druhého semifinále, kde zazpívala jako čtvrtá v pořadí a umístila se na šestém místě. Ve finále se písni nevedlo dobře a umístila se na posledním děleném čtrnáctém místě. Autory písně jsou Hannah Mancini, Raay a Charlie Mason.